# 소닉 레이싱 크로스월드
《소닉 레이싱 크로드월드》는 소닉 팀이 개발하고 세가가 배급한 카트 경주 게임이다. 《소닉 더 헤지혹》 시리즈 기반 작품으로 주행 중 다른 트랙으로 이동하는 '크로스월드' 기능이 특징이다.
2025년 9월 25일 닌텐도 스위치, 플레이스테이션 4, 플레이스테이션 5, 엑스박스 원, 엑스박스 시리즈 X/S 및 마이크로소프트 윈도우 플랫폼으로 발매됐다. 닌텐도 스위치 2판은 이후 출시될 예정이다.

## 게임플레이
《소닉 레이싱 크로스월드》는 전작 《팀 소닉 레이싱》과 마찬가지로 카트 경주 게임이다. 단, 전작의 협동 팀 레이싱 기능은 《크로스월드》에 등장하지 않는다.

### 등장인물
세가는 《크로스월드》의 최종 플레이어 캐릭터 수가 다운로드 가능 컨텐츠를 포함해 총 50명을 초과해 시리즈 역대 최고가 될 것이라고 발표했다.
- 나인
- 너클즈 디 에키드나
- 닥터 에그맨
- 드레드
- 러스티 로즈
- 루즈 더 뱃
- 메탈 소닉
- 벡터 더 크로커다일
- 블레이즈 더 캣
- 빅 더 캣
- 섀도우 더 헤지혹
- 세이지
- 소닉 더 헤지혹
- 슈퍼 소닉
- 스톰 디 알바트로스
- 스티브
- 스폰지밥
- 실버
- 알렉스
- 웨어혹
- 웨이브 더 스왈로
- 에스피오 더 카멜레온
- 에이미 로즈
- 오메가
- 자복
- 자즈
- 제트 더 호크
- 조커
- 차미 비
- 카스가 이치반
- 크리퍼[6]
- 크림 & 치즈
- 테일즈
- 하츠네 미쿠

### 내용주
1. ↑  영어: Sonic Racing: CrossWorlds, 일본어: ソニックレーシングクロスワールド

### 참조주
1. ↑  McCrae, Scott (2025년 6월 6일). “Sonic's Takashi Iizuka dunks on Mario Kart World as Sonic Racing Crossworlds unveils Hatsune Miku, Persona 5, and Minecraft Steve”. 《GamesRadar+》. 2025년 6월 6일에 확인함.
2. ↑  Romano, Sal (2025년 7월 16일). “Sonic Racing: CrossWorlds for Switch 2 launches this holiday, 'Customization and Gadgets' trailer”. 《Gematsu》. 2025년 7월 16일에 확인함.
3. ↑  Nightingale, Ed (2025년 2월 12일). “Sega reveals Sonic Racing: Crossworlds, follow up to Team Sonic Racing”. 《Eurogamer.net》 (영어). 2025년 2월 13일에 확인함.
4. ↑  Griffin, Jada (2025년 2월 13일). “Sonic Racing: CrossWorlds: The First Preview”. 《IGN》 (영어). 2025년 2월 14일에 확인함.
5. ↑  “Sonic Racing: CrossWorlds debut trailer, screenshots”. 《Gematsu》 (미국 영어). 2025년 2월 12일. 2025년 2월 13일에 확인함.
6. 1 2  Tailby, Stephen (2025년 6월 7일). “Sonic Racing: CrossWorlds Free and Paid DLC Adds Guests from Minecraft, Like a Dragon, More”. 《Push Square》. 2025년 6월 16일에 확인함.